# Futbol'nyj Klub Tom' 2017-2018
Questa voce contiene dati e statistiche per la stagione 2017-2018 del Tom' Tomsk.

## Stagione
Alla prima stagione da neo retrocessa, la squadra rischiò di scendere ulteriormente di categoria: giunse quindicesima, appena un punto sopra la zona retrocessione.

## Maglie
| Manica sinistra · Manica sinistra · Maglietta · Maglietta · Manica destra · Manica destra · Pantaloncini · Calzettoni · Calzettoni | Manica sinistra · Manica sinistra · Maglietta · Maglietta · Manica destra · Manica destra · Pantaloncini · Calzettoni · Calzettoni |

## Rosa
| N. |                     | Ruolo | Calciatore        |
| -- | ------------------- | ----- | ----------------- |
| 1  | Russia (bandiera)   | P     | Yuri Shafinskiy   |
| 2  | Russia (bandiera)   | D     | Andrey Ivanov     |
| 4  | Russia (bandiera)   | D     | Anton Miterev     |
| 5  | Lituania (bandiera) | D     | Tomas Mikuckis    |
| 6  | Croazia (bandiera)  | D     | Ante Puljić       |
| 7  | Russia (bandiera)   | C     | Dmitrij Sasin     |
| 8  | Russia (bandiera)   | C     | Daniil Bol'šunov  |
| 9  | Russia (bandiera)   | A     | Aleksandr Sobolev |
| 10 | Russia (bandiera)   | A     | Anzor Sanaia      |
| 11 | Russia (bandiera)   | C     | Pavel Deobald     |
| 16 | Russia (bandiera)   | C     | Aleksey Pomerko   |
| 17 | Russia (bandiera)   | C     | Pavel Kudrjašov   |

| N. |                     | Ruolo | Calciatore           |
| -- | ------------------- | ----- | -------------------- |
| 19 | Russia (bandiera)   | C     | Ruslan Salakhutdinov |
| 20 | Russia (bandiera)   | C     | Roman Voydel         |
| 22 | Russia (bandiera)   | D     | Mark Karymov         |
| 23 | Russia (bandiera)   | D     | Sergei Zuykov        |
| 25 | Russia (bandiera)   | C     | Dmitri Sokolov       |
| 31 | Russia (bandiera)   | C     | Anton Makurin        |
| 42 | Russia (bandiera)   | P     | Aleksandr Melikhov   |
| 63 | Russia (bandiera)   | P     | Nikita Zubchikhin    |
| 77 | Russia (bandiera)   | C     | Yuri Petrakov        |
| 88 | Russia (bandiera)   | D     | Aleksey Gerasimov    |
| 93 | Lituania (bandiera) | D     | Edvinas Girdvainis   |
| 98 | Russia (bandiera)   | C     | Nikita Gvineysky     |

## Risultati

### Campionato
| Tomsk 8 luglio 2017, ore 14:00 1ª giornata | Tom' Tomsk | 1 – 4 referto | Kuban' | Trud Stadium |

| Vladivostok 15 luglio 2017, ore 11:00 2ª giornata | Luč-Ėnergija | 3 – 0 referto | Tom' Tomsk | Stadio Dinamo |

| Tomsk 22 luglio 2017, ore 15:00 3ª giornata | Tom' Tomsk | 1 – 2 referto | Olimpiec N.N. | Trud Stadium |

| Samara 26 luglio 2017, ore 18:00 4ª giornata | Kryl'ja Sovetov Samara | 0 – 1 referto | Tom' Tomsk | Stadio Metallurg |

| Tomsk 30 luglio 2017, ore 15:00 5ª giornata | Tom' Tomsk | 2 – 1 referto | Avangard Kursk | Trud Stadium (2 000 spett.) |

| Tomsk 5 agosto 2017, ore 15:00 6ª giornata | Tom' Tomsk | 2 – 1 referto | Chimki | Trud Stadium |

| Tomsk 9 agosto 2017, ore 15:00 7ª giornata | Tom' Tomsk | 2 – 1 referto | Volgar' Astrachan' | Trud Stadium |

| Tomsk 13 agosto 2017, ore 15:00 8ª giornata | Tom' Tomsk | 1 – 3 referto | Šinnik | Trud Stadium |

| San Pietroburgo 19 agosto 2017, ore 15:00 9ª giornata | Dinamo San Pietroburgo | 2 – 0 referto | Tom' Tomsk | Stadio SK Petrovskij (655 spett.) |

| Tomsk 27 agosto 2017, ore 15:00 10ª giornata | Tom' Tomsk | 0 – 0 referto | Tjumen' | Trud Stadium |

| Novosibirsk 2 settembre 2017, ore 13:00 11ª giornata | Sibir' | 1 – 0 referto | Tom' Tomsk | Spartak Stadium |

| Tomsk 6 settembre 2017, ore 15:00 12ª giornata | Tom' Tomsk | 0 – 0 referto | Orenburg | Trud Stadium (1 750 spett.) |

| Tambov 10 settembre 2017, ore 16:00 13ª giornata | Tambov | 3 – 1 referto | Tom' Tomsk | Spartak Stadium |

| Tomsk 16 settembre 2017, ore 14:00 14ª giornata | Tom' Tomsk | 1 – 2 referto | Spartak-2 Mosca | Trud Stadium (1 950 spett.) |

| Kaliningrad 24 settembre 2017, ore 18:00 15ª giornata | Baltika | 2 – 1 referto | Tom' Tomsk | Stadio Baltika |

| Tomsk 30 settembre 2017, ore 13:00 16ª giornata | Tom' Tomsk | 1 – 1 referto | Enisej | Trud Stadium |

| San Pietroburgo 7 ottobre 2017, ore 17:00 17ª giornata | Zenit-2 | 2 – 0 referto | Tom' Tomsk | Stadio SK Petrovskij |

| Tomsk 14 ottobre 2017, ore 13:00 18ª giornata | Tom' Tomsk | 1 – 0 referto | Fakel Voronež | Trud Stadium |

| Volgograd 21 ottobre 2017, ore 14:00 19ª giornata | Rotor | 2 – 0 referto | Tom' Tomsk | Stadio Zenit |

| Tomsk 29 ottobre 2017, ore 12:00 20ª giornata | Tom' Tomsk | 0 – 0 referto | Luč-Ėnergija | Trud Stadium (1 300 spett.) |

| Dzeržinsk 4 novembre 2017, ore 14:00 21ª giornata | Olimpiec N.N. | 0 – 0 referto | Tom' Tomsk | Stadio Chimik (500 spett.) |

| Tomsk 8 novembre 2017, ore 14:30 22ª giornata | Tom' Tomsk | 1 – 0 referto | Kryl'ja Sovetov Samara | Trud Stadium (1 150 spett.) |

| Kursk 12 novembre 2017, ore 14:00 23ª giornata | Avangard Kursk | 3 – 3 referto | Tom' Tomsk | Stadio Trudovye rezervy (1 600 spett.) |

| Chimki 18 novembre 2017, ore 18:30 24ª giornata | Chimki | 3 – 1 referto | Tom' Tomsk | Stadio Novye Chimki |

| Astrachan' 25 novembre 2017, ore 14:00 25ª giornata | Volgar' Astrachan' | 2 – 0 referto | Tom' Tomsk | Stadio Centrale (620 spett.) |

| Jaroslavl' 4 marzo 2018, ore 14:00 26ª giornata | Šinnik | 3 – 3 referto | Tom' Tomsk | Stadio Šinnik (800 spett.) |

| Tomsk 10 marzo 2018, ore 11:00 27ª giornata | Tom' Tomsk | 1 – 0 referto | Dinamo San Pietroburgo | Trud Stadium (1 500 spett.) |

| Tjumen' 17 marzo 2018, ore 14:00 28ª giornata | Tjumen' | 1 – 1 referto | Tom' Tomsk | Stadio Geolog (1 000 spett.) |

| Tomsk 24 marzo 2018, ore 11:00 29ª giornata | Tom' Tomsk | 1 – 1 referto | Sibir' | Trud Stadium |

| Orenburg 31 marzo 2018, ore 14:00 30ª giornata | Orenburg | 3 – 0 referto | Tom' Tomsk | Stadio Gazovik (2 915 spett.) |

| Tomsk 7 aprile 2018, ore 11:00 31ª giornata | Tom' Tomsk | 0 – 0 referto | Tambov | Trud Stadium (1 900 spett.) |

| Mosca 11 aprile 2018, ore 15:00 32ª giornata | Spartak-2 Mosca | 2 – 1 referto | Tom' Tomsk | Stadio Accademia Spartak (200 spett.) |

| Tomsk 15 aprile 2018, ore 12:00 33ª giornata | Tom' Tomsk | 1 – 0 referto | Baltika | Trud Stadium (1 800 spett.) |

| Krasnojarsk 21 aprile 2018, ore 14:00 34ª giornata | Enisej | 3 – 2 referto | Tom' Tomsk | Stadio Centrale (3 000 spett.) |

| Tomsk 28 aprile 2018, ore 14:00 35ª giornata | Tom' Tomsk | 1 – 2 referto | Zenit-2 | Trud Stadium (2 500 spett.) |

| Voronež 2 maggio 2018, ore 16:00 36ª giornata | Fakel Voronež | 0 – 1 referto | Tom' Tomsk | Stadio Centrale (1 700 spett.) |

| Tomsk 6 maggio 2018, ore 14:00 37ª giornata | Tom' Tomsk | 1 – 0 referto | Rotor | Trud Stadium (2 500 spett.) |

| Krasnodar 12 maggio 2018, ore 14:00 38ª giornata | Kuban' | 3 – 3 referto | Tom' Tomsk | Stadio Kuban' (3 043 spett.) |

### Coppa di Russia
| Omsk 23 agosto 2017, ore 14:30 | Irtyš Omsk | 0 – 4 referto | Tom' Tomsk | (2 100 spett.) |

| Tomsk 20 settembre 2017, ore 15:00 | Tom' Tomsk | 2 – 1 referto | Krasnodar | Trud Stadium (2 300 spett.) |

| San Pietroburgo 25 ottobre 2017, ore 19:00 Ottavi di finale | Tosno                | 0 – 0 referto | Tom' Tomsk | Stadio SK Petrovskij (1 248 spett.) |
| \| \| \| \| \| \| Tiri di rigore 6 – 5 \| \|                |                      |               |            |                                     |
|                                                             |                      |               |            |                                     |
|                                                             | Tiri di rigore 6 – 5 |               |            |                                     |